# Pupki (Jonkowo)
Pupki (deutsch Pupkeim, 1938 bis 1945 Tolnicken) ist ein Ort in der polnischen Woiwodschaft Ermland-Masuren. Er gehört zur Gmina Jonkowo (Landgemeinde Jonkendorf) im Powiat Olsztyński (Kreis Allenstein).

## Geographische Lage
Pupki liegt im Westen der Woiwodschaft Ermland-Masuren, 17 Kilometer nordwestlich der Kreis- und Woiwodschaftshauptstadt Olsztyn (deutsch Allenstein).

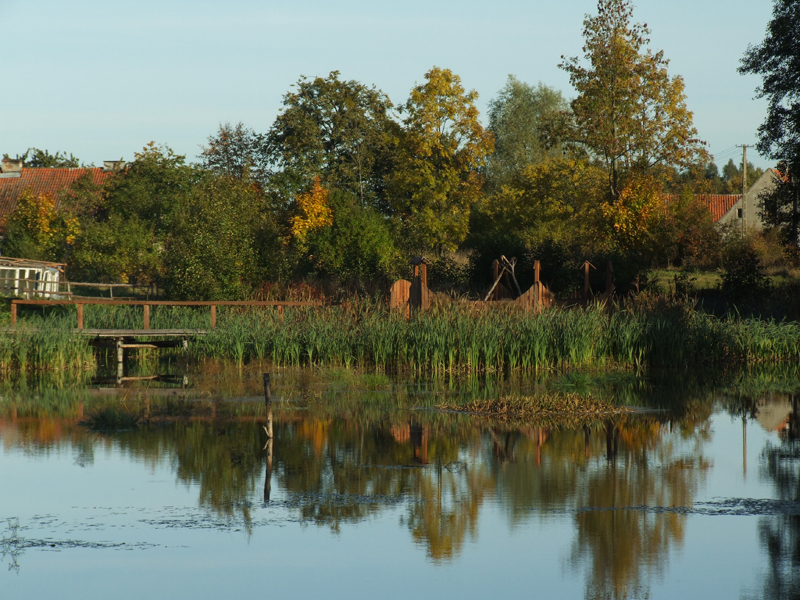
Der Dorfteich im Zentrum von Pupki

## Geschichte
Unter dem Namen Damerau wurde 1357 das später Pupkeim genannte Dorf mit dem Weiher in seiner Mitte gegründet: am 25. März jenes Jahres wurde der Ort an den Preußen Tolnecken verliehen. Am 15. März 1386 erfolgte ein Grundtausch mit Heinrich von Garzin. Im Jahre 1785 wurde das königliche Bauerndorf im Amt Allenstein mit 25 Feuerstellen erwähnt, und die Volkszählung am 3. Dezember 1861 ergab 36 Wohngebäude bei 307 Einwohnern.
Von 1874 bis 1945 war Pupkeim (ab 1938: „Tolnicken“) in den Amtsbezirk Kockendorf im ostpreußischen Kreis Allenstein eingegliedert.
Waren im Jahre 1910 in Pupkeim 478 Einwohner gemeldet, so waren es im Jahre 1933 noch 424.
Aus politisch-ideologischen Gründen der Abwehr fremdländisch klingender Ortsnamen wurde Pupkeim am 3. Juni – amtlich bestätigt am 16. Juli – 1938 in „Tolnicken“ umbenannt. Die Einwohnerzahl im Jahre 1939 betrug 418.
Als 1945 in Kriegsfolge das gesamte südliche Ostpreußen an Polen abgetreten wurde, erhielt Tolnicken die polnische Namensform „Pupki“. Heute ist das Dorf in die Landgemeinde Jonkowo (Jonkendorf) im Powiat Olsztyński (Kreis Allenstein) eingegliedert, von 1975 bis 1998 der Woiwodschaft Olsztyn, seither der Woiwodschaft Ermland-Masuren zugehörig. Pupki zählte im Jahre 2021 insgesamt 168 Einwohner.

## Kirche
Bis 1945 warPupkeim resp. Tolnicken in die evangelische Kirche Allenstein in der Kirchenprovinz Ostpreußen der Kirche der Altpreußischen Union, außerdem in die römisch-katholische Kirche Neu Kockendorf (polnisch Nowe Kawkowo) im Bistum Ermland eingepfarrt.
Heute gehört Pupki katholischerseits weiterhin zur Pfarrei in Nowe Kawkowo, die jetzt dem Erzbistum Ermland zugeordnet ist. Auch evangelischerseits besteht die alte Beziehung zu der – jetzt aber mit einem Namen versehenen – Christus-Erlöser-Kirche in Olsztyn, nun der Diözese Masuren der Evangelisch-Augsburgischen Kirche in Polen zugehörig.

## Verkehr
Pupki liegt an der Kreisstraße (polnisch Droga powiatowa, DP) 1203N, die von Wilnowo (Willnau) über Mostkowo (Brückendorf) bis nach Jonkowo (Jonkendorf) verläuft. Von Godki (Gottken) führt eine Nebenstraße direkt nach Pupki.
Godki ist auch die nächste Bahnstation. Der Ort liegt an der PKP-Linie 220: Olsztyn–Bogaczewo.